# Quasar (còmic)
Quasar és el nom de diversos superherois de ficció a l'univers de Marvel Comics i també el títol d'una sèrie de còmic sobre un dels herois amb dit nom. Destaquen per portar les Quantum Bands (les Canelleres Quàntiques), avançada tecnologia alienígena d'un passat llunyà que atorga a l'usuari un poder impressionant.

## Biografia de ficció

### Wendell Vaughn
Vaughn és qui adopta la persona de Quasar per més temps, i el primer en emprar el nom.

### Phyla-Vell
Phyla-Vell es converteix en Quasar per un temps després de prendre les Quantum Bands a Annihilus.

### Richard Rider
Per a evitar que mori mentre està privat de la Nova Force, Rider temporalment agafa les Quantum Bands de Vaughn, per tant convertint-se en Quasar.

### Avril Kincaid
Avril Kincaid és una agent S.H.I.E.L.D. que va debutar durant la història Avengers: Standoff!. Mentre treballa a Pleasant Hill, una comunitat tancada que té superdolents als quals Kobik els ha rentat el cervell, Avril porta un centre de dia com a careta per a amagar la seva identitat. Quan el Baró Helmut Zemo i Fixer recuperen la seva memòria, comencen uns aldarulls. Kincaid és atacada pels Blood Brothers aleshores, però és salvada pel Capità Amèrica (Sam Wilson) i el Winter Soldier. Després el Capità Amèrica desconnecta el sistema de seguretat al Museu Pleasant Hill, i Kincaid entra i es troba el director d'aquest; un Wendell Vaughn retirat. Com a part d'un pla de contingència per si S.H.I.E.L.D. perdia mai el control sobre Kobik, Vaughn li dona les Quantum Bands a Kincaid. Després de l'ocorregut a Pleasant Hill, Kincaid es converteix en el nou Quasar amb Vaughn fent del seu mentor. Més tard es revela que ella és homosexual.
Kincaid és més tard vista intentant prevenir un atac dels chitauri, però pel que sembla mor en l'intent. La seva aparent mort porta el govern dels Estats Units a donar al Capità Amèrica el control dels militars i de les forces de l'ordre, alhora que Steve Rogers assumeix el control de Hydra. Més tard es revela que Kincaid es troba en un estat comatós. Quan desperta, destrueix l'escut planetari que el Steve Rogers de Hydra havia estat utilitzant per a mantenir alguns dels herois més poderosos fora del planeta. No obstant, aquest acte aparentment li costa la vida a Avril; amb Captain Marvel afirmant que Avril va morir després d'enderrocar l'escut.
Després de l'aparent defunció d'Avril, Wendell Vaughn reprèn el seu paper com a Quasar. No obstant, després de quedar atrapat en un forat negre Vaughn veu a Avril, que encara està viva, però perduda per algun lloc de l'espai.

## En altres mitjans

### Cinema
- Avril Kincaid apareix breument en la pel·lícula Captain America: The Winter Soldier del MCU.

### Televisió
- Quasar (Phyla-Vell) apareix a l'episodi 6 de la segona temporada de The Avengers: Earth's Mightiest Heroes com un membre dels Guardians de la Galàxia, és interpretat per Moira Quirk.

### Videojocs
- Quasar (Wendell Vaughn) apareix en el videojoc de 2016 Lego Marvel's Avengers.[9]
- Quasar (Avril Kincaid) és un personatge jugable al videojoc de 2015 Marvel: Future Fight.